# Anne Charlotte McClain
Anne McClain (teljes nevén Anne Charlotte McClain) (Spokane, Washington, 1979. június 7. –)  amerikai űrhajósnő, katonai berepülőpilóta, professzionális rögbijátékos, mérnök, alezredes az Amerikai Hadseregben és iraki háborús veterán.

## Élete
Diplomát szerzett 2002-ben az amerikai West Point katonai akadémián, majd elvégzett két egyetemet az Egyesült Királyságban: 2004-ben a Bathi Egyetemen, 2005-ben a Bristoli Egyetemen diplomázott. Az Operation Crossroads Africa keretében Ugandában egy építési projekten is dolgozott. Profi rögbijátékosként játszott Angliában és az Egyesült Államokban. 2006-ban azért nem tudott részt venni a női rögbi világbajnokságon, mert az amerikai hadseregtől behívót kapott, hogy részt kell vennie az iraki háborúban, ahol 15 hónap alatt 800 harci órát repült és 216 támadó misszióban vett részt. 2013-ban elvégezte a US Naval Test Pilot School-t, és még ugyanebben az évben felvételt nyert a NASA-hoz, ahol űrhajós oktatásban részesült, amit 2015-ben fejezett be. Karrierje során több, mint 2000 repülési órával rendelkezik 20 különböző forgószárnyas és merevszárnyú légi járművön, vezet többek között OH–58 Kiowa helikoptert, Beechcraft C–12 Huron repülőgépet, UH–60 Black Hawk helikoptert, és UH–72 Lakota helikoptert. Pályafutása során számos díjat kapott: Bronz Csillagot, Air Medal with Valor device-t, 2 másik Air Medal-t, 2 Army Commendation Medal-t, 2 Army Achievement Medal-t, Iraki hadjáratért érmet, Global War on Terrorism Service Medal-t, és 3 Overseas Service Ribbon-t. 2018. december 3-án, a Kazahsztánban lévő bajkonuri űrrepülőtérről indított Szojuz MSZ–11 űrhajó egyik fedélzeti mérnökeként repült a Nemzetközi Űrállomásra, ahol végrehajtott 2 űrsétát is, az elsőt 2019. március 22-én egy másik NASA űrhajóssal, Nick Hague-gel, a másodikat 2019. április 8-án a Kanadai Űrügynökség űrhajósával, David Saint-Jacques-kal. 204 nap után, 2019. június 25-én tért vissza a Földre.

## Galéria

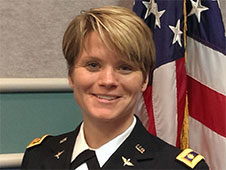
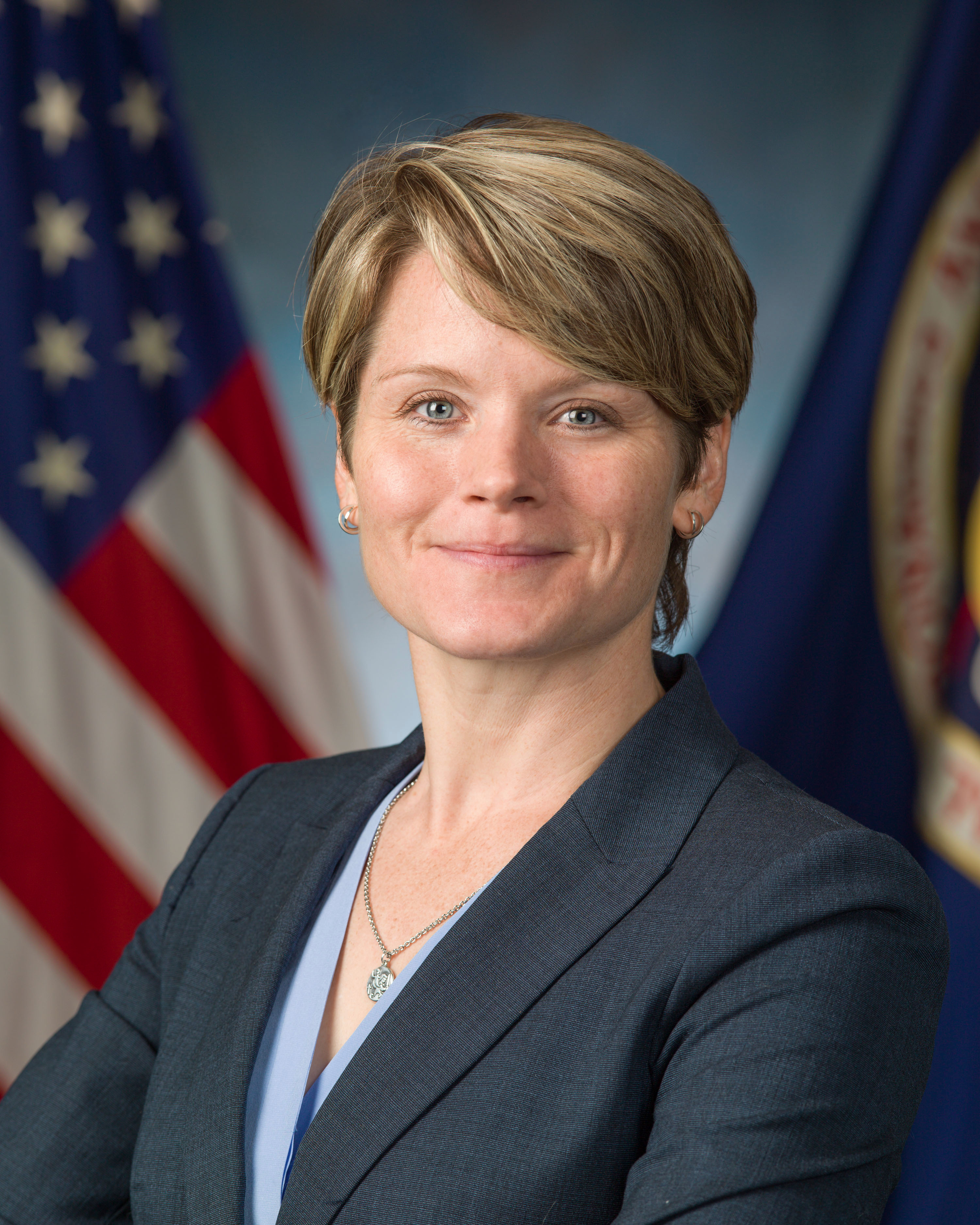
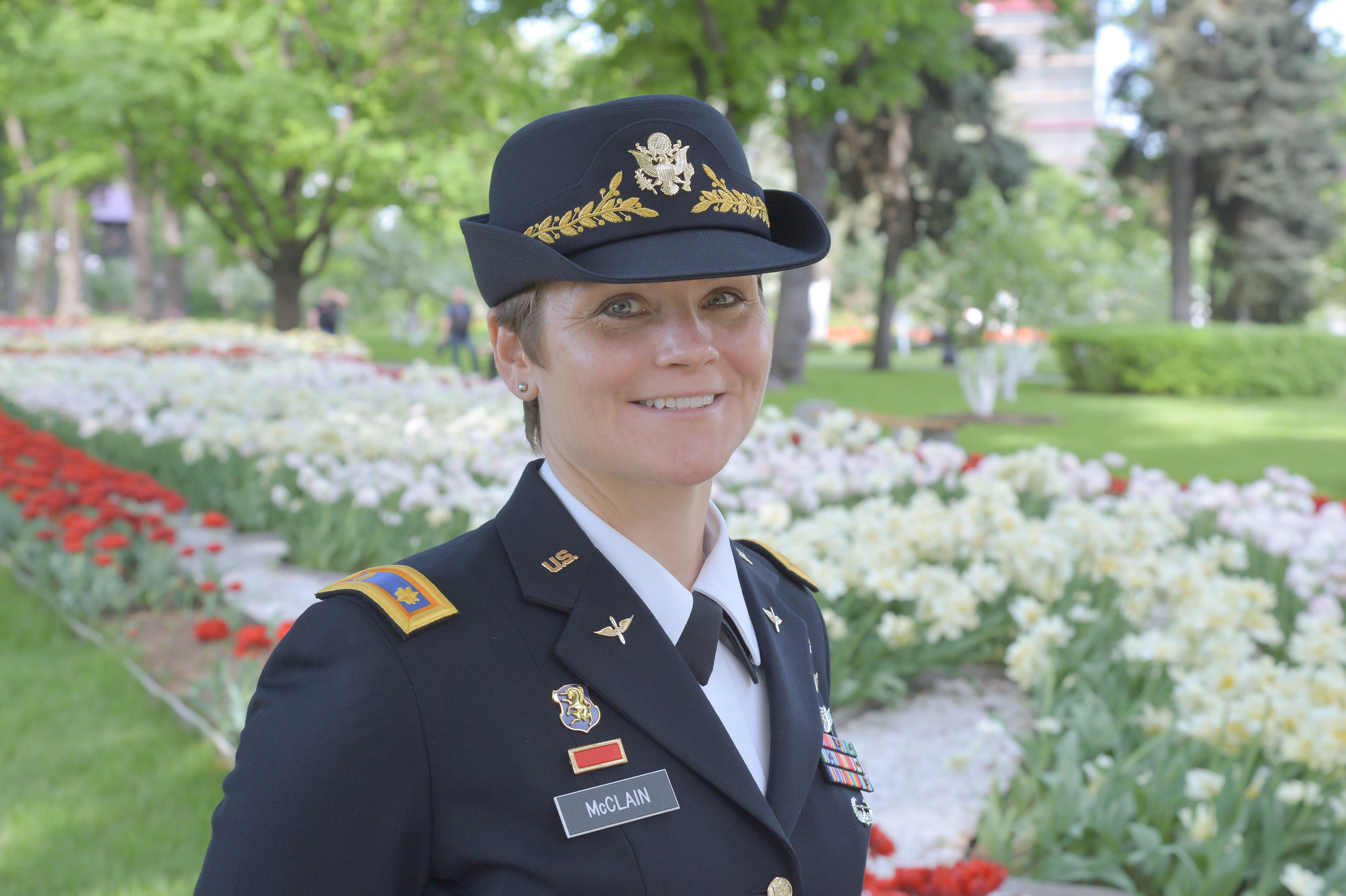
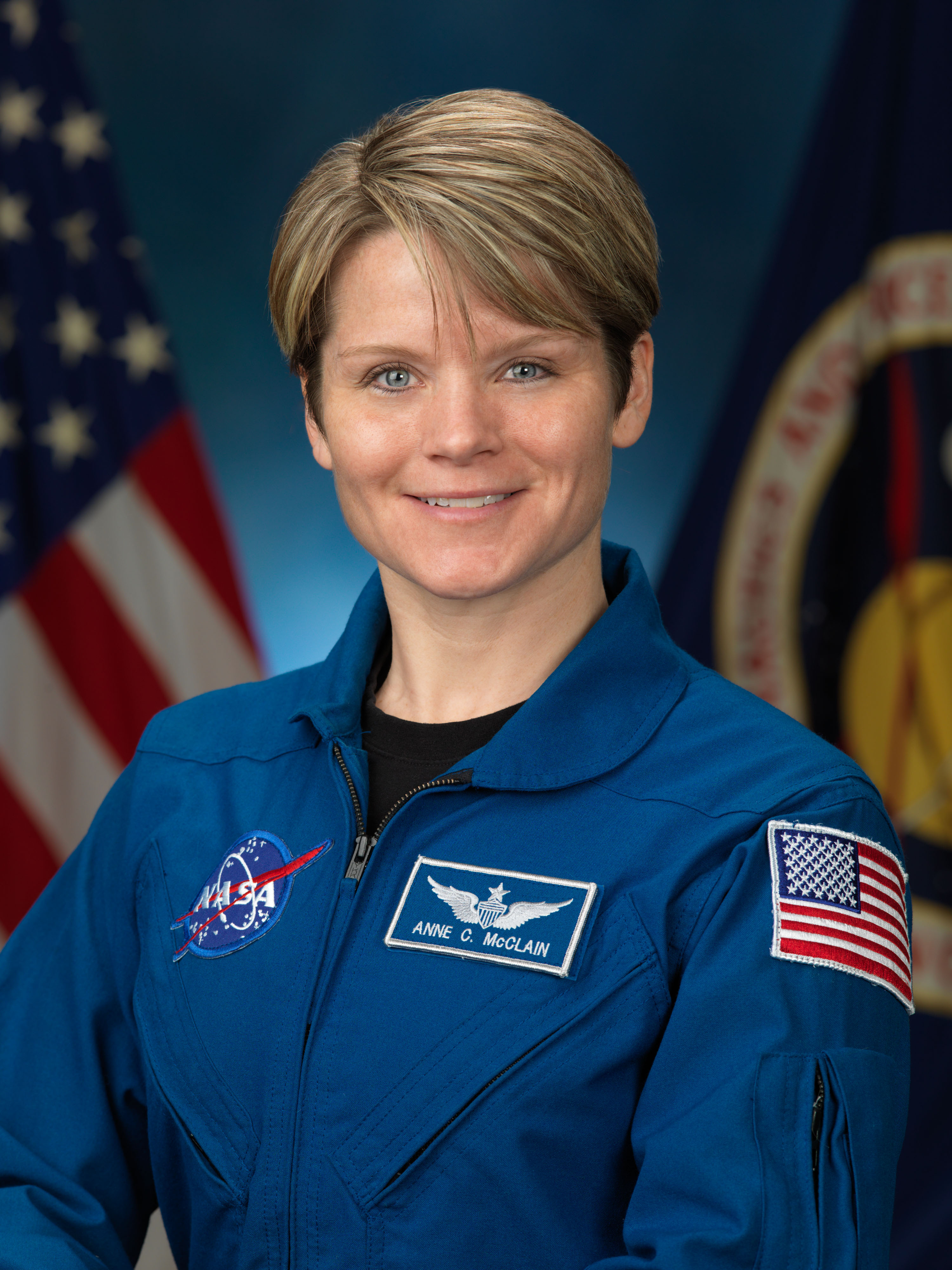